# Ultralyd
Ultralyd er lyd med en frekvens højere end 20 kHz, dvs. lyd med en frekvens der overstiger den øvre grænse for hvad det menneskelige øre kan opfatte. Definitionen af ultralyd er således alene på baggrund af menneskets hørelse og ultralyd har nøjagtig de samme fysiske egenskaber som lyd i det hørbare område. En lang række dyr, f.eks. hunde, katte og mus, er i stand til at opfatte ultralyd, fordi deres hørelse dækker et bredere frekvensbånd. Flagermus og tandhvaler benytter ultralyd til orienteringsformål (biosonar). Ultralyd har fundet anvendelse på en række medicinske og tekniske områder.

## Medicinsk ultralyd
I medicinen udnyttes ultralyd såvel diagnostisk som terapeutisk.
Ultralydsscanning er et vigtig værktøj når en læge ønsker at danne sig et billede af hvad der sker inde i kroppen, f.eks. i forbindelse med fosterdiagnostik, opdagelse af kræftsvulster, urologi og undersøgelse af muskler og led.
Inden for fysioterapien benyttes ultralyd til behandling af betændelsestilstande og fjernelse kalkaflejringer i sener og muskler. Fokuseret ultralyd bruges også af nyrestensknusere (lithotripter), som pulveriserer nyre- eller galdesten, hvorved et operativt indgreb kan undgås.
Hos tandlægen finder ultralyd anvendelse til løsning af tandsten.

## Andre anvendelser
Sonar og Ekkolod bruges af sejlere og fiskere til at danne billeder af havbunden og objekter i vandet, f.eks. fiskestimer. De bruger begge lyd der typisk ligger i ultralydsområdet.
Ultralyd bruges i industrien til at finde mikroskopiske revner i materialer, som ellers ville være svære at detektere. Det kan f.eks. være revner i metaller som er forårsaget af metaltræthed. Ultralyd benyttes også til mekanisk rensning af genstande, eventuelt i kombination med kemisk rensning. 
Under specielle forhold kan ultralyd give anledning til dannelsen af ultrakorte lysglimt i en væske. Denne effekt kaldes sonoluminescens. Effekten har endnu ikke fundet nogen praktisk anvendelse, men er interessant, fordi visse forskere mener, at den høje temperatur, der giver anledning til lysglimtene, måske kan anvendes til at frembringe fusion.